# Уго Рене Родрігес
Уго Рене Родрігес (ісп. Hugo René Rodríguez, нар. 14 березня 1959, Торреон) — мексиканський футболіст, що грав на позиції нападника.
Виступав, зокрема, за клуби «Сантос Лагуна» та «Толука», а також національну збірну Мексики.

## Клубна кар'єра
У дорослому футболі дебютував 1975 року виступами за команду «Лагуна», в якій провів три сезони, взявши участь у 55 матчах чемпіонату, після чого грав у складі команд «Депортіво Неса», «Ла-П'єдад» та «Атлетас Кампесінос», але ніде надовго не затримувався.
1982 року перейшов до клубу «Толука», за який відіграв 4 сезони. Граючи у складі «Толуки» здебільшого виходив на поле в основному складі команди. Завершив професійну кар'єру футболіста виступами за команду «Толука» у 1986 році.

## Виступи за збірні
У 1977 році Родрігес був включений тренером Орасіо Касаріном до заявки збірної Мексики U-20 на молодіжний чемпіонаті світу в Тунісі. Там Уго був ключовим гравцем своєї команди і зіграв у всіх п'яти матчах і забив гол у грі проти Іспанії (1:1), а мексиканці показали найкращий результат у своїй історії, дійшовши до фіналу турніру і ставши таким чином віце-чемпіонами світу.
1978 року зіграв два матчі у складі національної збірної Мексики — проти Сальвадору (5:1) 15 лютого 1978 року та Болгарії (3:0) 4 квітня 1978 року. У складі збірної він також був учасником чемпіонату світу 1978 року в Аргентині, але на поле там не виходив.